# Пеш
Пеш (лат. Cottus gobio) је слатководна риба са великим – широким устима и бодљикавим перајима, припада породици Cottidae.

## Општи подаци
- Латински назив:

- Локални називи: попин пампур, главоч, капич, першутан, боцока

- Макс. дужина: до 12 .

- Макс. тежина: до 150 г.

- Време мреста: од фебруара до маја

## Опис и грађа
Пеш може да нарасте до 12 cm, тело му је голо и ваљкасто. Има велику и спљоштену главу са тупом њушком и широким устима. Тело му је прекривено слузавом материјом, сиве боје са пегама. Трбух му је сивкастобеличасте боје. Грудна пераја су му велика и лепезаста, леђно пераје је дводелно, од кога је први део бодљикав. Трбушна пераја никад не досежу до аналног отвора.

## Навике, станиште, распрострањеност
Пеш живи у салмонивним водама, од најнижих делова па све до региона пастрмке, на каменитој подлози. Дању се крије под камењем, а у лов излази ноћу. 
У Србији нашој живи у свим речним сливовима.

## Размножавање
Пеш се мрести у фебруару, марту, априлу и мају, када женка одложи око 100 комада јајашаца икре, која се лепи на камење. Ембрион се у јајним опнама развија 2 до 3 недеље и за то време их мужјак чува. Јаја су велика, у дијаметру имају од 2 до 2,5 мм. Када се превише намножи у води где има пастрмки он напада њену икру и млађ, али и пастрмка се храни са млађу пеша. Пеш тражи песковито или шљунковито дно, тј. она места на која пастрмка одлаже икру. 